# 예쯔
예쯔(중국어: 叶紫, 병음: Yè Zǐ, 한자음: 엽자, 1910년 ~ 1939년)는 중국의 소설가로, 본명은 위자오밍(余昭明) 또는 위허린(余鹤林)이라고 한다. 자기의 작품 속에서 도탄 속에 빠진 구중국 농촌을 그렸을 뿐만 아니라 피비린 투쟁 속에서 농민들의 승리와 광명한 길도 밝혔다. 그는 늙은 세대의 농민을 썼을 뿐만 아니라 젊은 세대 농민의 투쟁과 성장을 썼으며 늙은 세대의 고난과 보수적인 일면을 썼을 뿐만 아니라 그들의 각성과 새로운 탄생도 썼다. 그의 매 편의 작품은 사람들에게 희망의 불꽃을 안겨주었으며 나아갈 방향을 제시하였다. 그의 작품은 무산계급의 혁명 문학에서 거둔 빛나는 업적으로 각별한 의의를 갖고 있다.

## 생애
1912년 호남성 익양현 월당호향의 한 사무원의 가정에서 태어났다. 1926년 호남에서 농민운동이 활발하게 전개될 때 그의 아버지는 농민협회의 비서였고 숙부는 부회장이였으며 누나도 여성운동의 지도사업에 참가하였다. 그때 14세인 엽자는 중학교에 다니면서 그들의 영향하에 농민운동의 선전사업에 참가하였다. 북벌혁명군이 무한을 점령하자 엽자는 무한군사학교에 들어가 학습하였다. 1927년, 대혁명이 실패하자 그의 아버지, 숙부와 누나는 다 살해당하였다. 이 소식을 듣고 그가 고향에 돌아왔을 대는 바로 반동당국에서 엽자를 찾고 있는 때였다. 그는 벗들의 엄호하에 고향에서 빠져나와 방랑생활을 하기 시작하였다. 그는 복수심으로 불타 검술도 배우고 병사질도 하였다. 그리고 생활의 핍박에 의해 소학교원, 신문교정원 등으로 닥치는 대로 일하여 호구하였다. 1933년에 그는 중국공산당에 가입하였다. 이해에 그는 소설과 산문을 썼다. 장편소설《태양이 서쪽에서 뜬다》와 중편소설《마름》을 쓰기 시작하였으나 빈곤과 병마에 시달려 완성하지 못한채 1939년 8월에 서거하였다.

## 작품 활동
- 단편소설 - 《풍수 豊收》, 《산촌의 하루 밤 山村的一夜》
  - 단편소설 《풍수 豊收》는 작가의 첫 작품이며 또한 그의 대표작이다. 작품은 소작농 조운보(趙雲普) 일가가 일년 내내 갖은 고초를 겪어가며 홍수와 가뭄을 이겨내고 풍수를 거두었으나 도리어 그것이 화근이 되어 파산의 운명에 바진 사실을 통하여 계급적 압박과 착취는 바로 농민의 빈곤과 파산을 조성하는 근원임을 설득력있게 밝혔다.
  - 소설《불 火》은 《풍수》의 속편으로 작품에서는 가난한 농민들이 당의 영도하에 조세를 반대하는 투쟁을 벌인 과정을 묘사하였다. 조운보는 아들 입추가 체포된 뒤에 계속 투쟁대열에 서서 지주의 장원을 들부시고 지주를 처단한 다음 설봉산에 올라가 홍군대오와 회합하였다. 이와 같이 《풍수》, 《불》은 자매편으로서 대혁명 실패 후의 폭풍취우와 같은 농민혁명투쟁을 생동하게 반영하였다.
  - 단편소설 《산촌의 하루 밤 山村的一夜》은 다른 하나의 성과작이다. 작품 속의 육월계(陸月桂) 할아버지는 사회경험이 풍부한 노인이다. 그는 담이 작은 한 어리석은 늙은이가 아들을 관청에 보내 자수 시키겠다는 것을 애써 말렸으나 그 늙은이는 한사코 듣지 않았다. 그 결과 아들은 적들에게 살해되었다. 이 이야기는 깊은 산속의 눈내리는 밤에 고독한 육월계 할아버지가 한 것인데 그의 격동된 어조 속에는 낡은 세계에 대한 치솟는 분노의 정이 뒤섞여 있었다. 작품은 적에 대하여 추호의 환상을 가져서는 안되며 오직 당을 따르는 것만이 농민들의 진정한 출로라는 참다운 진리를 진실한 형상을 통하여 보여주었다.
- 중편소설 - 《별 星》, 《마름》
  - 중편소설 《별 星》은 농촌여성 매춘(梅春)언니의 복잡 다단한 운명을 통하여 1927년에 호남농민운동이 활발하게 발전하던 때로부터 잔혹한 진압을 받은 기간의 역사를 반영하였다.
- 장편소설 - 《태양이 서쪽에서 뜬다》

1. ↑  권철, 김제봉 (1989). 《중국 현대 문학사》 1990판. 청년사. 332쪽.